# Danh sách cầu thủ tham dự giải vô địch bóng đá U-20 Nam Mỹ 2011
Giải vô địch bóng đá trẻ Nam Mỹ 2011 là một giải thi đấu bóng đá quốc tế tổ chức ở Peru từ 26 tháng 1 đến 6 tháng 2 năm 2011. 10 đội tham gia phải đăng ký đội hình 20 cầu thủ; chỉ có các cầu thủ trong đội hình mới được tham gia giải đấu.
Mỗi đội tuyển phải công bố danh sách cầu thủ trước ngày 6 tháng 1 năm 2011. Các cầu thủ phải sinh sau ngày 1 tháng 1 năm 1991.

## Argentina
Huấn luyện viên: Wálter Perazzo

| Số | VT | Cầu thủ                | Ngày sinh (tuổi)           | Trận | Bàn | Câu lạc bộ         |
| -- | -- | ---------------------- | -------------------------- | ---- | --- | ------------------ |
| 1  | TM | Esteban Andrada        | 26 tháng 1, 1991 (19 tuổi) |      |     | Lanús              |
| 2  | HV | Germán Pezzella        | 27 tháng 6, 1991 (19 tuổi) |      |     | River Plate        |
| 3  | HV | Nicolás Tagliafico     | 31 tháng 8, 1992 (18 tuổi) |      |     | Banfield           |
| 4  | HV | Hugo Nervo             | 6 tháng 1, 1991 (20 tuổi)  |      |     | Arsenal            |
| 5  | TV | Bruno Zuculini         | 2 tháng 4, 1993 (17 tuổi)  |      |     | Racing Club        |
| 6  | HV | Leonel Galeano         | 2 tháng 8, 1991 (19 tuổi)  |      |     | Independiente      |
| 7  | TĐ | Juan Iturbe            | 4 tháng 6, 1993 (17 tuổi)  |      |     | Quilmes            |
| 8  | TV | Ezequiel Cirigliano    | 20 tháng 1, 1992 (18 tuổi) |      |     | River Plate        |
| 9  | TĐ | Rogelio Funes Mori     | 5 tháng 3, 1991 (19 tuổi)  |      |     | River Plate        |
| 10 | TV | Michael Hoyos          | 2 tháng 8, 1991 (19 tuổi)  |      |     | Estudiantes        |
| 11 | TĐ | Sergio Araujo          | 28 tháng 1, 1992 (18 tuổi) |      |     | Boca Juniors       |
| 12 | TM | Rodrigo Rey            | 8 tháng 3, 1991 (19 tuổi)  |      |     | River Plate        |
| 13 | HV | Leandro González Pirez | 26 tháng 2, 1992 (18 tuổi) |      |     | River Plate        |
| 14 | TV | Claudio Mosca          | 9 tháng 4, 1991 (19 tuổi)  |      |     | Arsenal            |
| 15 | HV | Adrián Martínez        | 13 tháng 2, 1992 (18 tuổi) |      |     | San Lorenzo        |
| 16 | TV | Rodrigo Battaglia      | 12 tháng 7, 1991 (19 tuổi) |      |     | Huracán            |
| 17 | TV | Héctor Cardozo         | 5 tháng 8, 1991 (19 tuổi)  |      |     | Estudiantes        |
| 18 | HV | Lucas Rodríguez        | 27 tháng 9, 1993 (17 tuổi) |      |     | Argentinos Juniors |
| 19 | TĐ | Facundo Ferreyra       | 14 tháng 3, 1991 (19 tuổi) |      |     | Banfield           |
| 20 | TV | Mauro Díaz             | 10 tháng 3, 1991 (19 tuổi) |      |     | River Plate        |

(Nguồn tên cầu thủ:)

## Bolivia
Huấn luyện viên: Marco Sandy

| Số | VT | Cầu thủ             | Ngày sinh (tuổi)           | Trận | Bàn | Câu lạc bộ             |
| -- | -- | ------------------- | -------------------------- | ---- | --- | ---------------------- |
| 1  | TM | Pedro Lusquiño      | 25 tháng 5, 1992 (18 tuổi) |      |     | Callejas               |
| 2  | HV | Rodrigo Borda       | 11 tháng 2, 1992 (18 tuổi) |      |     | Aurora                 |
| 3  | HV | Jorge Cuéllar       | 29 tháng 4, 1991 (19 tuổi) |      |     | Callejas               |
| 4  | HV | Leandro Gareca      | 23 tháng 6, 1991 (19 tuổi) |      |     | Universitario de Sucre |
| 5  | HV | Jorge Toco          | 13 tháng 1, 1992 (19 tuổi) |      |     | Oriente Petrolero      |
| 6  | HV | Rony Montero        | 15 tháng 5, 1991 (19 tuổi) |      |     | Oriente Petrolero      |
| 7  | HV | Daniel Ballivián    | 8 tháng 4, 1992 (18 tuổi)  |      |     | Universitario de Sucre |
| 8  | TV | Alejandro Chumacero | 22 tháng 4, 1991 (19 tuổi) |      |     | The Strongest          |
| 9  | TĐ | Landívar Reyes      | 18 tháng 8, 1991 (19 tuổi) |      |     | Rosario Central        |
| 10 | TV | Gianakis Suárez     | 16 tháng 9, 1991 (19 tuổi) |      |     | Wilstermann            |
| 11 | TĐ | Jorge Becerra       | 16 tháng 5, 1991 (19 tuổi) |      |     | Jorge Wilstermann      |
| 12 | TM | Luis Cárdenas       | 6 tháng 12, 1991 (19 tuổi) |      |     | Blooming               |
| 13 | TV | Miguel Quiroga      | 15 tháng 9, 1991 (19 tuổi) |      |     | The Strongest          |
| 14 | TV | Henry Torrico       | 23 tháng 1, 1991 (19 tuổi) |      |     | Blooming               |
| 15 | HV | Sergio Garzón       | 16 tháng 2, 1991 (19 tuổi) |      |     | Jorge Wilstermann      |
| 16 | HV | Alejandro Méndez    | 11 tháng 1, 1992 (19 tuổi) |      |     | Bolívar                |
| 17 | TV | Óscar Sanz          | 1 tháng 2, 1991 (19 tuổi)  |      |     | Universitario de Sucre |
| 18 | TĐ | Darwin Ríos         | 25 tháng 4, 1991 (19 tuổi) |      |     | Guabirá                |
| 19 | TV | Josué Hoyos         | 29 tháng 9, 1992 (18 tuổi) |      |     | Universidad Santa Cruz |
| 20 | TV | Jhon Carinao        | 13 tháng 9, 1991 (19 tuổi) |      |     | Bolívar                |

## Brasil
Huấn luyện viên: Ney Franco

| Số | VT | Cầu thủ          | Ngày sinh (tuổi)            | Trận | Bàn | Câu lạc bộ      |
| -- | -- | ---------------- | --------------------------- | ---- | --- | --------------- |
| 1  | TM | Gabriel          | 27 tháng 9, 1992 (18 tuổi)  |      |     | Cruzeiro        |
| 2  | HV | Danilo           | 15 tháng 7, 1991 (19 tuổi)  |      |     | Santos          |
| 3  | HV | Bruno Uvini      | 3 tháng 6, 1991 (19 tuổi)   |      |     | São Paulo       |
| 4  | HV | Juan Jesus       | 10 tháng 6, 1991 (19 tuổi)  |      |     | Internacional   |
| 5  | TV | Casemiro         | 23 tháng 2, 1992 (18 tuổi)  |      |     | São Paulo       |
| 6  | HV | Alex Sandro      | 26 tháng 1, 1991 (19 tuổi)  |      |     | Santos          |
| 7  | TĐ | Neymar           | 5 tháng 2, 1992 (18 tuổi)   | 2    | 1   | Santos          |
| 8  | TV | Zé Eduardo       | 16 tháng 8, 1991 (19 tuổi)  |      |     | Parma           |
| 9  | TĐ | Henrique Almeida | 27 tháng 5, 1991 (19 tuổi)  |      |     | São Paulo       |
| 10 | TV | Lucas Moura      | 13 tháng 8, 1992 (18 tuổi)  |      |     | São Paulo       |
| 11 | TV | Oscar            | 9 tháng 9, 1991 (19 tuổi)   |      |     | Internacional   |
| 12 | TM | Aleks            | 20 tháng 2, 1991 (19 tuổi)  |      |     | Avaí            |
| 13 | HV | Rafael Galhardo  | 30 tháng 10, 1991 (19 tuổi) |      |     | Flamengo        |
| 14 | HV | Romário          | 28 tháng 6, 1992 (18 tuổi)  |      |     | Internacional   |
| 15 | HV | Gabriel Silva    | 13 tháng 5, 1991 (19 tuổi)  |      |     | Palmeiras       |
| 16 | TV | Fernando         | 3 tháng 3, 1992 (18 tuổi)   |      |     | Grêmio          |
| 17 | TV | Alan Patrick     | 13 tháng 2, 1991 (19 tuổi)  |      |     | Santos          |
| 18 | TĐ | Diego Maurício   | 25 tháng 6, 1991 (19 tuổi)  |      |     | Flamengo        |
| 19 | HV | Saimon           | 3 tháng 3, 1991 (19 tuổi)   |      |     | Grêmio          |
| 20 | TĐ | Willian José     | 23 tháng 11, 1991 (19 tuổi) |      |     | Grêmio Prudente |

## Chile
Huấn luyện viên: César Vaccia

| Số | VT | Cầu thủ              | Ngày sinh (tuổi)            | Trận | Bàn | Câu lạc bộ           |
| -- | -- | -------------------- | --------------------------- | ---- | --- | -------------------- |
| 1  | TM | Claudio Santis       | 12 tháng 10, 1992 (18 tuổi) | 0    | 0   | Universidad Católica |
| 2  | HV | Cristian Magaña      | 26 tháng 2, 1991 (19 tuổi)  | 0    | 0   | Colo-Colo            |
| 3  | HV | Pedro Salgado        | 6 tháng 11, 1992 (18 tuổi)  | 0    | 0   | Universidad Católica |
| 4  | HV | José Martínez        | 18 tháng 3, 1991 (19 tuổi)  | 0    | 0   | Universidad Católica |
| 5  | HV | Luis Casanova        | 1 tháng 7, 1992 (18 tuổi)   | 0    | 0   | O'Higgins            |
| 6  | TV | Alejandro Márquez    | 31 tháng 10, 1991 (19 tuổi) | 0    | 0   | Unión Temuco         |
| 7  | TV | Bryan Carrasco       | 31 tháng 1, 1991 (19 tuổi)  | 0    | 0   | Audax Italiano       |
| 8  | TV | Diego González Reyes | 16 tháng 1, 1991 (20 tuổi)  | 0    | 0   | O'Higgins            |
| 9  | TĐ | Yashir Pinto         | 6 tháng 2, 1991 (19 tuổi)   | 0    | 0   | Ñublense             |
| 10 | TV | César Pinares        | 23 tháng 5, 1991 (19 tuổi)  | 0    | 0   | Chievo               |
| 11 | TĐ | Ramsés Bustos        | 13 tháng 10, 1991 (19 tuổi) | 0    | 0   | Unión Española       |
| 12 | TM | Carlos Alfaro        | 29 tháng 5, 1991 (19 tuổi)  | 0    | 0   | Universidad de Chile |
| 13 | TV | Enzo Guerrero        | 31 tháng 1, 1991 (19 tuổi)  | 0    | 0   | Coquimbo Unido       |
| 14 | TV | José Luis Silva      | 7 tháng 1, 1991 (20 tuổi)   | 0    | 0   | Universidad de Chile |
| 15 | TV | Felipe Gallegos      | 3 tháng 12, 1991 (19 tuổi)  | 0    | 0   | Universidad de Chile |
| 16 | HV | Mirko Opazo          | 9 tháng 2, 1991 (19 tuổi)   | 0    | 0   | Colo-Colo            |
| 17 | TV | Lorenzo Reyes        | 13 tháng 6, 1991 (19 tuổi)  | 0    | 0   | Huachipato           |
| 18 | TV | Nicolás Peñailillo   | 13 tháng 6, 1991 (19 tuổi)  | 0    | 0   | Everton              |
| 19 | HV | Álvaro Ramos         | 14 tháng 4, 1992 (18 tuổi)  | 0    | 0   | Deportes Iquique     |
| 20 | TV | Pablo Andrés Silva   | 4 tháng 7, 1991 (19 tuổi)   | 0    | 0   | Unión San Felipe     |

## Colombia
Huấn luyện viên: Eduardo Lara

| Số | VT | Cầu thủ                | Ngày sinh (tuổi)            | Trận | Bàn | Câu lạc bộ             |
| -- | -- | ---------------------- | --------------------------- | ---- | --- | ---------------------- |
| 1  | TM | Andrés Mosquera        | 9 tháng 10, 1991 (19 tuổi)  | 0    | 0   | Bogotá                 |
| 2  | HV | Luciano Ospina         | 18 tháng 2, 1991 (19 tuổi)  | 0    | 0   | Envigado               |
| 3  | HV | Pedro Franco           | 23 tháng 4, 1991 (19 tuổi)  | 0    | 0   | Millonarios            |
| 4  | HV | Santiago Arias         | 13 tháng 1, 1992 (19 tuổi)  | 0    | 0   | La Equidad             |
| 5  | HV | Juan Camilo Saiz       | 1 tháng 3, 1992 (18 tuổi)   | 0    | 0   | Envigado               |
| 6  | TV | Didier Moreno          | 15 tháng 9, 1991 (19 tuổi)  | 0    | 0   | América                |
| 7  | TĐ | Andrés Ramiro Escobar  | 14 tháng 5, 1991 (19 tuổi)  | 0    | 0   | Deportivo Cali         |
| 8  | TV | Edwin Cardona          | 8 tháng 12, 1992 (18 tuổi)  | 0    | 0   | Atlético Nacional      |
| 9  | TĐ | Jorge Ramos            | 2 tháng 10, 1992 (18 tuổi)  | 0    | 0   | Real Cartagena         |
| 10 | TV | Michael Ortega         | 6 tháng 4, 1991 (19 tuổi)   | 0    | 0   | Atlas                  |
| 11 | TĐ | Fabian Castillo        | 17 tháng 6, 1992 (18 tuổi)  | 0    | 0   | Deportivo Cali         |
| 12 | TM | Juan Sebastián Villate | 14 tháng 2, 1991 (19 tuổi)  | 0    | 0   | Millonarios            |
| 13 | TV | Juan David Cabezas     | 27 tháng 2, 1991 (19 tuổi)  | 0    | 0   | Deportivo Cali         |
| 14 | HV | Juan David Díaz        | 10 tháng 10, 1992 (18 tuổi) | 0    | 0   | Deportivo Pasto        |
| 15 | TV | Deiner Cordoba         | 21 tháng 4, 1992 (18 tuổi)  | 0    | 0   | Deportivo Pereira      |
| 16 | TV | Miguel Julio           | 21 tháng 2, 1992 (18 tuổi)  | 0    | 0   | Independiente Medellín |
| 17 | TV | Javier Calle           | 29 tháng 4, 1991 (19 tuổi)  | 0    | 0   | Independiente Medellín |
| 18 | TV | Gustavo Cuellar        | 14 tháng 10, 1992 (18 tuổi) | 0    | 0   | Deportivo Cali         |
| 19 | HV | Sebastián Viáfara      | 2 tháng 4, 1991 (19 tuổi)   | 0    | 0   | Deportes Quindío       |
| 20 | TV | Stiven Mendoza         | 27 tháng 6, 1992 (18 tuổi)  | 0    | 0   | Envigado               |

## Ecuador
Huấn luyện viên: Sixto Vizuete

| Số | VT | Cầu thủ                  | Ngày sinh (tuổi)           | Trận | Bàn | Câu lạc bộ               |
| -- | -- | ------------------------ | -------------------------- | ---- | --- | ------------------------ |
| 1  | TM | John Sebastián Jaramillo | 15 tháng 9, 1991 (19 tuổi) | ?    | ?   | LDU Quito                |
| 2  | HV | Mario Pineida            | 6 tháng 7, 1992 (18 tuổi)  | ?    | ?   | Independiente José Terán |
| 3  | HV | John Narváez             | 12 tháng 6, 1991 (19 tuổi) | ?    | ?   | Deportivo Cuenca         |
| 4  | TV | Dixon Arroyo             | 1 tháng 6, 1992 (18 tuổi)  | ?    | ?   | Deportivo Quito          |
| 5  | TV | Dennys Quiñónez          | 12 tháng 3, 1992 (18 tuổi) | ?    | ?   | Barcelona                |
| 6  | HV | Edder Fuentes            | 27 tháng 3, 1992 (18 tuổi) | ?    | ?   | El Nacional              |
| 7  | TV | Fernando Gaibor          | 8 tháng 10, 1991 (19 tuổi) | ?    | ?   | Emelec                   |
| 8  | TV | Cristian Penilla         | 2 tháng 5, 1991 (19 tuổi)  | ?    | ?   | ESPOLI                   |
| 9  | TĐ | Marlon de Jesús          | 4 tháng 9, 1991 (19 tuổi)  | ?    | ?   | El Nacional              |
| 10 | TV | Juan Cazares             | 3 tháng 4, 1992 (18 tuổi)  | ?    | ?   | River Plate              |
| 11 | TV | Marcos Caicedo           | 1 tháng 11, 1991 (19 tuổi) | ?    | ?   | Emelec                   |
| 12 | TM | Walter Chávez            | 6 tháng 4, 1994 (16 tuổi)  | ?    | ?   | LDU Quito                |
| 13 | TĐ | Edson Montaño            | 15 tháng 3, 1991 (19 tuổi) | ?    | ?   | Gent                     |
| 14 | HV | Renato Ibarra            | 15 tháng 3, 1991 (19 tuổi) | ?    | ?   | El Nacional              |
| 15 | HV | Fernando Pinillo         | 27 tháng 3, 1991 (19 tuổi) | ?    | ?   | Emelec                   |
| 16 | TV | Christian Oña            | 23 tháng 1, 1993 (17 tuổi) | ?    | ?   | Independiente José Terán |
| 17 | TV | Erik Minda               | 20 tháng 1, 1991 (19 tuổi) | ?    | ?   | El Nacional              |
| 18 | TV | Jonathan de la Cruz      | 18 tháng 7, 1992 (18 tuổi) | ?    | ?   | Universidad Católica     |
| 19 | HV | Eddye Noboa              | 11 tháng 9, 1991 (19 tuổi) | ?    | ?   | Rocafuerte               |
| 20 | TĐ | Walter Chala             | 24 tháng 2, 1992 (18 tuổi) | ?    | ?   | Deportivo Cuenca         |

## Paraguay
Huấn luyện viên: Adrian Coria 

| Số | VT | Cầu thủ             | Ngày sinh (tuổi)            | Trận | Bàn | Câu lạc bộ       |
| -- | -- | ------------------- | --------------------------- | ---- | --- | ---------------- |
| 1  | TM | Mario Ovando        | 22 tháng 2, 1991 (19 tuổi)  |      |     | Olimpia          |
| 2  | HV | Raúl Cáceres        | 18 tháng 9, 1991 (19 tuổi)  |      |     | Olimpia          |
| 3  | HV | Gustavo Gómez       | 6 tháng 5, 1993 (17 tuổi)   |      |     | Libertad         |
| 4  | HV | Nelson Ruiz Giménez | 27 tháng 12, 1991 (19 tuổi) |      |     | Cerro Porteño    |
| 5  | HV | Diego Viera         | 30 tháng 4, 1991 (19 tuổi)  |      |     | Club Rubio Ñu    |
| 6  | TV | Marcos Giménez      | 25 tháng 1, 1991 (19 tuổi)  |      |     | Libertad         |
| 7  | TV | Hernán Pérez        | 12 tháng 2, 1991 (19 tuổi)  |      |     | Olimpia          |
| 8  | TV | Diego Benítez       | 18 tháng 2, 1991 (19 tuổi)  |      |     | Olimpia          |
| 9  | TĐ | Cláudio Correa      | 13 tháng 5, 1991 (19 tuổi)  |      |     | Sportivo Luqueño |
| 10 | TV | Iván Torres         | 27 tháng 2, 1991 (19 tuổi)  |      |     | Cerro Porteño    |
| 11 | TV | Óscar Ruiz          | 14 tháng 5, 1991 (19 tuổi)  |      |     | Libertad         |
| 12 | TM | Rubén Escobar       | 6 tháng 2, 1991 (19 tuổi)   |      |     | Libertad         |
| 13 | HV | Fernando Acuña      | 31 tháng 8, 1992 (18 tuổi)  |      |     | Libertad         |
| 14 | HV | Arnaldo Recalde     | 21 tháng 5, 1991 (19 tuổi)  |      |     | Libertad         |
| 15 | TV | Iván Vargas         | 5 tháng 4, 1991 (19 tuổi)   |      |     | Guaraní          |
| 16 | TV | Darío Ferreira      | 16 tháng 2, 1991 (19 tuổi)  |      |     | Cerro Porteño    |
| 17 | TV | Alberto Contrera    | 14 tháng 2, 1992 (18 tuổi)  |      |     | Olimpia          |
| 18 | TĐ | Brian Montenegro    | 10 tháng 6, 1993 (17 tuổi)  |      |     | Tacuary          |
| 19 | TĐ | Jorge Ortega        | 16 tháng 4, 1991 (19 tuổi)  |      |     | Tacuary          |
| 20 | TĐ | Miguel Medina       | 1 tháng 6, 1993             |      |     | Udinese          |

## Peru
Huấn luyện viên: Gustavo Ferrín 

| Số | VT | Cầu thủ           | Ngày sinh (tuổi)            | Trận | Bàn | Câu lạc bộ                |
| -- | -- | ----------------- | --------------------------- | ---- | --- | ------------------------- |
| 1  | TM | Carlos Caceda     | 27 tháng 9, 1991 (19 tuổi)  |      |     | Universitario             |
| 2  | HV | Diego Donayre     | 6 tháng 4, 1991 (19 tuổi)   |      |     | Alianza Lima              |
| 3  | HV | Jorge Bosmediano  | 16 tháng 2, 1991 (19 tuổi)  |      |     | Universidad San Martín    |
| 4  | HV | José Granda       | 13 tháng 4, 1992 (18 tuổi)  |      |     | Sporting Cristal          |
| 5  | HV | Diego Otoya       | 7 tháng 5, 1991 (19 tuổi)   |      |     | Universidad César Vallejo |
| 6  | HV | Alexander Callens | 4 tháng 5, 1992 (18 tuổi)   |      |     | Sport Boys                |
| 7  | TV | Benjamin Ubierna  | 22 tháng 11, 1991 (19 tuổi) |      |     | Universidad San Martín    |
| 8  | TV | Diego Bồ Đào Nha  | 23 tháng 2, 1991 (19 tuổi)  |      |     | Alianza Lima              |
| 9  | TĐ | Joazhiño Arroe    | 5 tháng 6, 1992 (18 tuổi)   |      |     | Siena                     |
| 10 | TV | Christian Cueva   | 23 tháng 11, 1991 (19 tuổi) |      |     | Universidad San Martín    |
| 11 | HV | Renato Zapata     | 16 tháng 2, 1992 (18 tuổi)  |      |     | Universitario             |
| 12 | TM | Víctor Ulloa      | 15 tháng 3, 1991 (19 tuổi)  |      |     | Colegio Nacional Iquitos  |
| 13 | TV | Claudio Torrejón  | 14 tháng 5, 1993 (17 tuổi)  |      |     | Sporting Cristal          |
| 14 | HV | Carlos Ascues     | 19 tháng 6, 1992 (18 tuổi)  |      |     | Alianza Lima              |
| 15 | TĐ | Jorge Bazán       | 23 tháng 3, 1991 (19 tuổi)  |      |     | Alianza Lima              |
| 16 | HV | Pedro Requena     | 24 tháng 1, 1991 (19 tuổi)  |      |     | Total Chalaco             |
| 17 | TĐ | Osnar Noronha     | 17 tháng 12, 1991 (19 tuổi) |      |     | Colegio Nacional Iquitos  |
| 18 | TV | Ángel Ojeda       | 11 tháng 8, 1992 (18 tuổi)  |      |     | Melgar                    |
| 19 | TĐ | André Carrillo    | 14 tháng 6, 1991 (19 tuổi)  |      |     | Alianza Lima              |
| 20 | TV | Giovanny Morales  | 10 tháng 3, 1992 (18 tuổi)  |      |     | Esther Grande Bentín      |

## Uruguay
Huấn luyện viên: Juan Verzeri

| Số | VT | Cầu thủ             | Ngày sinh (tuổi)            | Trận | Bàn | Câu lạc bộ           |
| -- | -- | ------------------- | --------------------------- | ---- | --- | -------------------- |
| 1  | TM | Jhonny da Silva     | 21 tháng 8, 1991 (19 tuổi)  |      |     | Tacuarembó           |
| 2  | HV | Federico Platero    | 7 tháng 2, 1991 (19 tuổi)   |      |     | Defensor Sporting    |
| 3  | HV | Diego Polenta       | 6 tháng 2, 1992 (18 tuổi)   |      |     | Genoa                |
| 4  | HV | Nicolás Rodríguez   | 22 tháng 7, 1991 (19 tuổi)  |      |     | Montevideo Wanderers |
| 5  | TV | Guzmán Pereira      | 16 tháng 4, 1991 (19 tuổi)  |      |     | Montevideo Wanderers |
| 6  | HV | Leandro Cabrera     | 17 tháng 6, 1991 (19 tuổi)  |      |     | Recreativo Huelva    |
| 7  | TĐ | Adrián Luna         | 21 tháng 4, 1992 (18 tuổi)  |      |     | Defensor Sporting    |
| 8  | TV | Matías Vecino       | 24 tháng 8, 1991 (19 tuổi)  |      |     | Central Español      |
| 9  | TĐ | Federico Rodríguez  | 3 tháng 4, 1991 (19 tuổi)   |      |     | Peñarol              |
| 10 | TV | Pablo Ceppelini     | 11 tháng 9, 1991 (19 tuổi)  |      |     | Peñarol              |
| 11 | TĐ | Matías Jones        | 1 tháng 7, 1991 (19 tuổi)   |      |     | Danubio              |
| 12 | TM | Salvador Ichazo     | 26 tháng 1, 1992 (18 tuổi)  |      |     | Danubio              |
| 13 | HV | Maximiliano Olivera | 5 tháng 3, 1992 (18 tuổi)   |      |     | Montevideo Wanderers |
| 14 | HV | Ramón Arias         | 27 tháng 7, 1992 (18 tuổi)  |      |     | Defensor Sporting    |
| 15 | TV | Ángel Cayetano      | 8 tháng 1, 1991 (20 tuổi)   |      |     | Danubio              |
| 16 | TV | Nicolás Prieto      | 5 tháng 9, 1992 (18 tuổi)   |      |     | Nacional             |
| 17 | HV | Yefferson Moreira   | 7 tháng 3, 1991 (19 tuổi)   |      |     | Peñarol              |
| 18 | TV | Camilo Mayada       | 8 tháng 1, 1991 (20 tuổi)   |      |     | Danubio              |
| 19 | TĐ | Luis MaTchado       | 22 tháng 12, 1991 (19 tuổi) |      |     | Tacuarembó           |
| 20 | TV | Sebastián Gallegos  | 18 tháng 1, 1992 (18 tuổi)  |      |     | Atlético Madrid      |

## Venezuela
Huấn luyện viên: Marcos Mathias

| Số | VT | Cầu thủ               | Ngày sinh (tuổi)            | Trận | Bàn | Câu lạc bộ           |
| -- | -- | --------------------- | --------------------------- | ---- | --- | -------------------- |
| 1  | TM | Eduardo Lima          | 9 tháng 10, 1992 (18 tuổi)  |      |     | Monagas              |
| 2  | HV | Jhon Chancellor       | 2 tháng 1, 1992 (19 tuổi)   |      |     | Mineros de Guayana   |
| 3  | HV | Carlos Lujano         | 14 tháng 7, 1991 (19 tuổi)  |      |     | Real Esppor          |
| 4  | HV | Juan Pablo Villarroel | 13 tháng 9, 1991 (19 tuổi)  |      |     | Deportivo Petare     |
| 5  | HV | Carlos Suárez         | 26 tháng 4, 1992 (18 tuổi)  |      |     | Caracas              |
| 6  | HV | Carlos Rivero         | 27 tháng 11, 1992 (18 tuổi) |      |     | Carabobo             |
| 7  | HV | Alexander González    | 13 tháng 9, 1992 (18 tuổi)  |      |     | Caracas              |
| 8  | TV | Orlando Peraza        | 19 tháng 3, 1991 (19 tuổi)  |      |     | Aragua               |
| 9  | TĐ | Daniel Febles         | 8 tháng 2, 1992 (18 tuổi)   |      |     | Caracas              |
| 10 | TV | Yohandry Orozco       | 19 tháng 3, 1991 (19 tuổi)  | 7    | 0   | Zulia                |
| 11 | TĐ | José Reyes            | 19 tháng 9, 1992 (18 tuổi)  |      |     | Carabobo             |
| 12 | TM | Álvaro Forero         | 19 tháng 12, 1991 (19 tuổi) |      |     | Zamora               |
| 13 | HV | Wilker Ángel          | 18 tháng 3, 1993 (17 tuổi)  |      |     | Trujillanos          |
| 14 | HV | Edgar Mendoza         | 15 tháng 6, 1991 (19 tuổi)  |      |     | Deportivo Lara       |
| 15 | TV | Mario Sánchez         | 19 tháng 6, 1991 (19 tuổi)  |      |     | Deportivo Anzoátegui |
| 16 | HV | Jackson Clavijo       | 1 tháng 1, 1992 (19 tuổi)   |      |     | Deportivo Táchira    |
| 17 | TĐ | José Alí Meza         | 17 tháng 4, 1991 (19 tuổi)  |      |     | Mineros de Guayana   |
| 18 | TĐ | Josef Martínez        | 19 tháng 5, 1993 (17 tuổi)  |      |     | Caracas              |
| 19 | TĐ | Juan Pablo García     | 1 tháng 2, 1991 (19 tuổi)   |      |     | Deportivo Anzoátegui |
| 20 | TV | Jesús Lugo            | 14 tháng 9, 1991 (19 tuổi)  |      |     | Aragua               |